# ISO 3166-2:LU
Kódy ISO 3166-2 pro Lucembursko identifikují 12 kantonů. První část (LU) je mezinárodní kód pro Lucembursko, druhá část sestává z jednoho velkého písmene identifikujícího kanton.

## Seznam kódů
| Kód   | Kanton              |
| ----- | ------------------- |
| LU-CA | Capellen            |
| LU-CL | Clerf               |
| LU-DI | Diekirch            |
| LU-EC | Echternach          |
| LU-ES | Esch and der Azette |
| LU-GR | Grevenmacher        |
| LU-LU | Lucemburk           |
| LU-ME | Mersch              |
| LU-RD | Redingen            |
| LU-RM | Remich              |
| LU-VD | Vianden             |
| LU-WI | Wiltz               |